# タアーロフ
タアーロフ (Persian: تعارف)とは、待遇表現の一種であり、敬語、謙譲表現や定型表現等の言語表現、随伴行動としての非言語表現までの幅広い範囲にわたる行動様式である。イラン社会で重要な位置を占めており、好意、謝意、感謝、情動の気持ちを表す好意である。簡単に言えば、それが身についていないと、イラン人ではない、人付き合いの行動パターンということになる。
相互行為の参加者は、タアーロフ的な言語行動を使い、振舞うことで、相手に対して敬意やポライトネスを示すなど、決められたニュアンスや定型表現が数多く存在している。

## タアーロフの例
タアーロフは他国の人々にとって理解し難く、混乱するものである。例えば近い文化背景を持ったイランの隣国であるトルコの人々でさえも、イラン人のタアーロフの定型表現や態度が豊富であるために、それにはついていけいないということが、調査の結果明らかになっている。
以下は吉枝が挙げている例である。

### 食事への招待
外国人がよく体験するタアーロフが、食事への招待である。初対面でもすぐに「うちで食事をしていってください」と招待される。それは、99%タアーロフだと考えて良い。言葉に甘えてお邪魔すると、なんの準備もしておらず、大急ぎで家の人を買い物に走らせることになる。それでも、お客には嫌な顔一つ見せず、家族全員で大歓迎してくれる。イラン人が同じことをすれば、「タアーロフひとつ知らない田舎者めが」と後々まで笑い者にされるであろうが、外国人なら「ペルシア語は話せても、所詮外人はタアーロフを知らないから」と多めに見てもらえる。
そして食事が終われば「ここはあなたの家だから泊まっていってください」と新たなタアーロフが始まる。

### 頼み事
イラン人にものを頼むと、まず無下に断ることがない。「ダメだ」と断る代わりに、「明日」あるいは「アッラーの御心ならば」と返事する。明日になってもまた同じ言葉を繰り返す。話し手はもちろん、そこでは真摯に明日それを実現するために言っているが、その場が終わると、もうそのことにはあえてこだわらない。

### 見分け方
しかし、どこまでがタアーロフで、どこまでが本気なのかを見極めるのは容易なことではない。イラン人自身でも迷うことがある。そんな時の大まかな判断基準は３回、時間を置いて断り、それでもなおすすめられたら、感謝して素直に好意を受ければ良い。